# Knights of Xentar
Knights of Xentar (Dragon Knight III, jap. ドラゴンナイトIII, Doragon naito III) ist ein Erogē-RPG von élf. 1994 erschien der Nachfolger Dragon Knight 4.

## Handlung
Dem Helden Desmond (タケル, Takeru) wurden seine legendäre Rüstung (Genji-Rüstung), Schwert (Falkenschwert) Geld und 4 Juwelen von Banditen gestohlen. Auf seiner Suche nach diesen wird er immer wieder von Dämonen überfallen. Im Verlauf schließen sich ihm sein Gefährte Rolf (バーン, Bān) aus Dragon Knight II und die Zauberin Luna (ルナ) aus Dragon Knight I an. Alle träumten von einer Frau, die sich später als Göttin des Lichts Althea (メシア, Meshia) herausstellt. Diese hat mit dem Gott der Dunkelheit Deimos (ディード, Dīdo) eine Abmachung getroffen, dass sie ihren stetigen Kampf durch ihre jeweiligen Kinder entscheiden lassen. Desmond ist der Sohn von Althea und sein Freund Arstein (アルスティーン, Arusutīn) der von Deimos. Da Arstein nicht seinen Freund Desmond umbringen will, bringt er diesen dazu, ihn umzubringen. Da Deimos sich nicht an die Vereinbarung hält, muss die Gruppe am Ende gegen diesen kämpfen.

## Umsetzungen

### Computerspiel
Das Spiel erschien am 14. Dezember 1991 für den PC-98 und im selben Jahr für die X68000. Am 22. Juli 1994 erschien eine Adaption für die PC Engine Super CD-ROM² von NEC Avenue.
1995 erschien eine englische Umsetzung für MS-DOS von Megatech Software unter dem Namen Knights of Xentar. Die zensierte NR-13-Version, bei der der Intimbereich der Mädchen bedeckt und die Dialoge entschärft wurden, konnte mit einem Patch auf eine NR-18-Version geändert werden. Bei der Umsetzung wurden die Namen der Personen geändert und die Dialoge umgeschrieben, z. B. durch US-popkulturelle Anspielungen, Scherze und das direkte Ansprechen des Spielers durch die US-Skriptschreiber.
Die US-Version erschien im selben Jahr mit einer deutschen Lokalisierung und deutschsprachigen Synchronisierung in der CD-Version.
Die deutsche CD-Version, erschienen bei Bestseller Games Collection, gilt als ausgesprochene Rarität, da hier auch der unbedeutendste NPC im Spiel aufwendig seine eigene Audiostimme erhielt, was dem Spiel einen gewissen Hörbuch-Charakter verleiht. Zudem funktioniert der NR-18 Patch, der eigentlich der englischen Diskettenversion vorbehalten war, auch mit dieser.
Die Charaktere wurden zwar freizügig, aber nicht ganz so überspitzt und lolitahaft gezeichnet wie später in vielen anderen Erogē-RPGs.
Die reinen Rollenspiel-Aspekte wie Handel, Inventarverwaltung und Erfahrungsaufstieg etc. waren hingegen schon für damalige Verhältnisse eher unterdurchschnittlich ausgeprägt und konnten kaum mit anderen RPGs dieser Zeit konkurrieren.
Entsprechend der US-Fassung NR-13 und NR-18 erschien das Spiel auch in einer USK-12 und einer USK-16-Fassung.

### Anime
1991 erschien unter der Regie von Jun Fukada ein Anime als Original Video Animation zum Spiel. Der Film wurde produziert von Studio Wombat, künstlerische Leiterin war Yukiko Iijima und für das Charakterdesign zuständig waren Akemi Kobayashi und Koichi Usami. Die OVA wurde ins Englische übersetzt und erschien auf Deutsch bei Trimax.
1995 folgte ein zweiter Anime-Film als OVA, nun produziert bei All Products und Triple X. Auch dieser kam auf Englisch heraus und erschien als Die Kraft von Mandraguar bei Trimax auf Deutsch. 1998 folgte auch eine Umsetzung der Spielefortsetzung Dragon Knight 4.

#### Synchronisation
| Rolle         | japanischer Sprecher (Seiyū) 1991 | 1995            |
| ------------- | --------------------------------- | --------------- |
| Takeru Yamato | Yasunori Matsumoto                | Mitsuaki Madono |
| Luna          | Yūko Mizutani                     |                 |

#### Musik
Der Abspann Shooting Lover wurde von Yūko Mizutani gesungen. Die Musik des Animes wurde komponiert von Hiroshi Taguchi. Für die Fortsetzung sang Hiroe Ueda das Lied One Nite Lover für den Abspann.